# Richard E. Grant
Richard Grant Esterhuysen (Mbabane, 5 de mayo de 1957), conocido por el nombre artístico de Richard E. Grant, es un actor suazibritánico. Conocido por su papel en Withnail and I (1987), es autor de diversos libros y se estrenó como director de cine con Wah-Wah (2005) una película de comedia dramática que se basa libremente en su infancia en Suazilandia, como se describe en las memorias de Grant sobre la película.

## Biografía
Grant, cuya madre era de ascendencia inglesa y alemana, estudió en la escuela Waterford Kamhlaba, en Suazilandia, donde su padre, de origen inglés y afrikáner, era funcionario de la administración colonial. Después, continuó sus estudios en la Universidad de Ciudad del Cabo, en Sudáfrica. En 1986 contrajo matrimonio con Joan Washington, con quien tuvo una hija, Olivia; además tiene un hijastro, Tom.[cita requerida]

## Filmografía

### Cine y televisión
- 1985: Honest, Decent & True (TV): Moonee Livingstone.
- 1987: Withnail & I: Withnail.
- 1987: Lizzie's Pictures (TV): Vernon.
- 1988: Codename: Kyril (TV): Sculby.
- 1988: Hidden City: Brewster.
- 1989: Killing Dad or How to Love Your Mother: Ali Berg.
- 1989: How to Get Ahead in Advertising: Denis Dimbleby Bagley.
- 1989: Warlock: Giles Redferne.
- 1990: Mountains of the Moon: Larry Oliphant.
- 1990: Henry y June: Hugo Guiler.
- 1991: L.A. Story: Roland Mackey.
- 1991: El gran halcón: Darwin Mayflower.
- 1991: Pallas (TV): Narrador.
- 1992: The Player: Tom Oakley.
- 1992: Drácula, de Bram Stoker: Dr. Jack Seward.
- 1993: Franz Kafka's It's a Wonderful Life: Franz Kafka.
- 1993: Suddenly, Last Summer (TV): George Holly.
- 1993: The Legends of Treasure Island (TV) (voz).
- 1993: The Age of Innocence: Larry Lefferts.
- 1994: Butter (TV).
- 1994: Hard Times (TV): James Harthouse.
- 1994: Calliope: El productor.
- 1994: Prêt-à-Porter: Cort Romney.
- 1995: Jack & Sarah: Jack.
- 1995: Bed (TV): Enfermero / Bedhead.
- 1996: A Royal Scandal (TV): Jorge, príncipe of Gales.
- 1996: The Cold Light of Day: Viktor Marek.
- 1996: Cold Lazarus (TV): Nick Balmer.
- 1996: Noche de reyes, o lo que queráis: Sir Andrew Aguecheek.
- 1996: Karaoke (TV): Nick Balmer.
- 1996: Retrato de una dama: Lord Warburton.
- 1997: The Serpent's Kiss: James Fitzmaurice.
- 1997: Captain Star (TV): Capitán Jim Star (voz).
- 1997: Keep the Aspidistra Flying: Gordon Comstock.
- 1997: Food of Love: Alex Salmon.
- 1997: Spice World: Clifford.
- 1998: Cash in Hand: Sir Harry Parkins.
- 1998: Todo por amor: Mayor Farquhar Chevening.
- 1999: Comic Relief: Doctor Who and the Curse of Fatal Death: El 10º Doctor.
- 1999: La Pimpinela Escarlata (TV): Sir Percy Blakeney / La Pimpinela Escarlata.
- 1999: El partido: Gorgeous Gus.
- 1999: Trial & Retribution III (TV): Stephen Warrington.
- 1999: The Scarlet Pimpernel Meets Madame Guillotine (TV): Sir Percy Blakeney.
- 1999: The Scarlet Pimpernel and the Kidnapped King (TV): Sir Percy Blakeney.
- 1999: Un Cuento de Navidad (TV): Bob Cratchit.
- 2000: The Miracle Maker: Juan el Bautista (voz).
- 2000: El pequeño vampiro: Frederick Sackville-Bagg.
- 2001: Hildegarde: Wolf.
- 2001: Gosford Park: George.
- 2002: Case of Evil (TV): Mycroft.
- 2002: The Hound of the Baskervilles (TV): Jack Stapleton.
- 2003: Monsieur N.: Hudson Lowe
- 2003: Bright Young Things: Padre Rothschild.
- 2003: Doctor Who: Scream of the Shalka (TV): El Doctor (voz).
- 2004: Tooth: Jarvis Jarvis.
- 2004: The Story of an African Farm: Bonaparte Blenkins.
- 2005: Bustin' Bonaparte: Bonaparte Blenkins.
- 2005: Patrick Hamilton: Words, Whisky and Women (TV): Narrador (voz).
- 2005: Corpse Bride: Barkis Bittern (voz).
- 2005: Colour Me Kubrick: Jasper.
- 2005: Home Farm Twins (TV): Paul Baker.
- 2006: Garfield 2: Preston (voz).
- 2006:  Penelope: Franklin Wilhern.
- 2006: Above and Beyond: Don Bennett.
- 2007: Agatha Christie's Marple: Raymond West.
- 2007: Freezing: Richard.
- 2007: Dalziel and Pascoe: Lee Knight.
- 2007: Always Crashing in the Same Car: James Booth.
- 2008: Filth and Wisdom: Profesor Flynn.
- 2008: The Garden of Eden: Coronel Philip Boyle.
- 2008: Mumbai Calling: Benedict Harlow.
- 2008: Cuckoo: Profesor Julius Greengrass.
- 2009: The Nutcracker in 3D: Padre.
- 2009: Love Hurts.
- 2009: First Night: Adam.
- 2010: Jackboots on Whitehall: El Vicario.
- 2010: The Man Who Married Himself: Oliver.
- 2010: Sotto il vestito niente - L'ultima sfilata: Federico Marinoni.
- 2011: The Crimson Petal and the White: Doctor Curlew
- 2011: Madrigal the Secret Witch: Narrador.
- 2011: Foster: Mr. Potts.
- 2011: Horrid Henry: The Movie: Vic Van Wrinkle.
- 2011: Rab C. Nesbitt: Chingford Steel.
- 2011: How to Stop Being a Loser: Ian.
- 2011: Rev.: Marcus.
- 2011: La dama de hierro: Michael Heseltine.
- 2011: Zambezia: Cecil.
- 2012: Playhouse Presents: Stephen / Tony.
- 2012: Kath & Kimderella: Alain el Paje.
- 2012: The Fear: Seb Whiting.
- 2012: Cherrywood Cannon
- 2012-2013: Doctor Who:  Dr. Simeon / La Gran Inteligencia.
- 2013:About Time: Abogado en obra.
- 2013: Khumba, la cebra sin rayas: Bradley
- 2013: Dom Hemingway: Dickie Black.
- 2014: Downton Abbey (TV): Simon Bricker.
- 2014: Girls (TV): Jasper.
- 2014: The Wishing Horse: Padre de Lily.
- 2014: Queen and Country: Mayor Cross.
- 2016: Their Finest: Roger Swain.
- 2017: Logan: Zander Rice.
- 2017: The Hitman's Bodyguard: Seifert.
- 2018: Can You Ever Forgive Me?: Jack Hock.
- 2018: El Cascanueces y los cuatro reinos: Rey del Reino de la Nieve.
- 2019: Star Wars: Episodio IX - El ascenso de Skywalker: General Pryde.
- 2019: The Hitman's Wife's Bodyguard: Seifert.
- 2020: Dispatches from Elsewhere: Octavio Coleman, abogado.
- 2021: Loki: Classic Loki.
- 2022: Persuasion: Sir Walter Elliot.
- 2023: Saltburn: Sir James Catton.
- 2024: Argylle: Fowler (cameo) .
- 2025: Death of a Unicorn: Odell Leopold.

## Premios y nominaciones
Premios Óscar
| Año  | Categoría              | Película                                                 | Resultado |
| ---- | ---------------------- | -------------------------------------------------------- | --------- |
| 2019 | Mejor actor de reparto | Can You Ever Forgive Me? (¿Podrás perdonarme algún día?) | Nominado  |